# Expanze (seriál)
Expanze (v anglickém originále The Expanse) je americký dramatický sci-fi televizní seriál stanice Syfy, natočený na motivy knižní série spisovatelů Daniela Abrahama a Ty Francka vystupujících pod pseudonymem James S. A. Corey. Příběh je zasazený do 200 let vzdálené budoucnosti,[zdroj⁠?!] ve které lidstvo kolonizovalo sluneční soustavu. Seriál sleduje příběhy generální tajemnice Spojených národů Chrisjen Avasarala (Shohreh Aghdashloo), policejního detektiva Millera (Thomas Jane) a lodního důstojníka Jamese Holdena (Steven Strait), který se spolu se svojí posádkou snaží rozluštit záhadu, která ohrožuje život v celé sluneční soustavě.
Žánrově se seriál pohybuje na hranici sci-fi a hard sci-fi. Jednotlivé knihy se snaží měnit žánr a toto seriál kopíruje. První série má přímes noir-detektivky, druhá politického dramatu a třetí je směs politického dramatu a dobrodružné sci-fi. S postupem času přibývají vědeckofantastické prvky, jako je schopnost protomolekuly ovládat rychlostní limit hmoty, popř. nadsvětelná rychlost cestování. Seriál se úmyslně vyhýbá popisu světa s vyspělým genetickým inženýrstvím a robotikou, tyto prvky jsou přítomny, ale omezeně. Seriál se taktéž snaží zachycovat stavy beztíže či jevy způsobené velikým zrychlením, i když toto vzhledem k rozpočtu není vždy dotaženo do dokonalosti. Taktéž se místy vyskytují vědecké nepřesnosti, ale v menší míře než u obdobných seriálů.
První desetidílná řada seriálu měla premiéru online 23. listopadu 2015 a na stanici Syfy dne 14. prosince 2015. Druhá řada s 13 díly měla premiéru 1. února 2017. V březnu 2017 bylo oznámeno, že třetí řada bude mít také 13 dílů. Její premiéra se uskutečnila 11. dubna 2018.
Stanice Syfy měla od Alcon Entertainment, který produkuje a financuje seriál, koupené tři řady a na začátku května seriál zrušila. Avšak 26. května 2018 bylo oznámeno, že vyjednávání Alconu s Amazonem bylo úspěšné. Seriál tak získal čtvrtou řadu s premiérou na Prime Video. Čtvrtá řada obsahuje deset dílů a měla premiéru dne 13. prosince 2019. Dne 27. července 2019 byla Amazonem objednána pátá řada.

## Příběh
Děj se odehrává ve (přibližně) 350 let vzdálené budoucnosti[zdroj⁠?!]  ve sluneční soustavě. Policejní detektiv Joe Miller (Thomas Jane), narozený na trpasličí planetě Ceres, se snaží najít ztracenou Julii Mao (Florence Faivre). Mezitím se James Holden (Steven Strait) stane spolu s dalšími 3 členy posádky jedinými přeživšími útoku na tahač ledu Canterbury. Útok na Canterbury destabilizuje vztahy mezi Zemí, Marsem a hlavním pásem. Daleko od těchto událostí se zástupkyně ministra Spojených národů Chrisjen Avasaralaová (Shohreh Aghdashloo) snaží zabránit válce mezi Zemí a Marsem. Brzy všichni tři zjistí, že zmizení Julie Maové a zničení Canterbury jsou součásti spiknutí, které ohrožuje život v celé sluneční soustavě mimozemskou látkou s umělou inteligenci, nazvanou protomolekula, kterou se soukromá společnost Protogen snaží využít pro vojenské účely. 
Mezitím začíná hrozit konflikt mezi Marsem a Zemí. Postupně dojde k událostem, jako je destrukce stanice a asteroidu Eros (spolu se 100 000 obyvateli), vojenský střet mezi SN (jedna ze dvou hlavních politických sil na Zemi) a MCR (Marťanská Kongresová Republika), jeho ukončení a ke vzniku, přemístění a aktivaci mezihvězdného transportního protomolekulového prstence. Stále nejednotné lidstvo začíná expandovat ze Sluneční soustavy ke hvězdám, ale osud tvůrců protomolekuly je záhadou.

## Obsazení

### Hlavní role
| Thomas Jane        | Joe Miller                                                     |
| Steven Strait      | James Holden                                                   |
| Cas Anvar          | Alex Kamal, pilot Canterbury                                   |
| Dominique Tipper   | Naomi Nagata, technik Canterbury                               |
| Wes Chatham        | Amos Burton, mechanik Canterbury                               |
| Paulo Costanzo     | Shed Garvey, zdravotník Canterbury                             |
| Florence Faivre    | Juliette "Julie" Andromeda Mao, zmizelé dcera Jules-Pierre Mao |
| Shawn Doyle        | Sadavir Errinwright, náměstek Spojených národů                 |
| Shohreh Aghdashloo | Chrisjen Avasarala, generální tajemnice Spojených národů       |
| Frankie Adams      | Roberta "Bobbie" Draper, marťanský seržant                     |

### Vedlejší role
| Chad L. Coleman    | Frederick "Fred" Lucius Johnson    |
| Nick E. Tarabay    | Cotyar                             |
| Andrew Rotilio     | Diogo Harari                       |
| Cara Gee           | Drummer                            |
| Athena Karkanis    | Octavia "Tavi" Muss                |
| Jared Harris       | Anderson Dawes                     |
| François Chau      | Jules-Pierre Mao                   |
| Terry Chen         | Dr. Praxideke "Prax" Meng          |
| Jay Hernandez      | Dmitri Havelock                    |
| Lola Glaudini      | Shaddid                            |
| Kevin Hanchard     | "Semi" Sematimba                   |
| Martin Roach       | Souther                            |
| Daniel Kash        | Antony Dresden                     |
| Brian George       | Arjun Avasarala                    |
| Byron Mann         | Augusto Nguyễn                     |
| Mpho Koaho         | Richard Travis                     |
| Leah Jung          | Mei Meng                           |
| Greg Bryk          | K. Lopez                           |
| Elias Toufexis     | Kenzo Gabriel                      |
| Peter Outerbridge  | Martens                            |
| Sarah Allen        | Hillman                            |
| Dewshane Williams  | Sa'id                              |
| Conrad Pla         | Janus                              |
| Ted Whittall       | Michael Iturbi                     |
| Ted Atherton       | Lawrence Strickland                |
| Hugh Dillon        | Sutton                             |
| Jeff Seymour       | Pyotr Korshunov                    |
| Rachael Crawford   | J. Peñano                          |
| Jean Yoon          | Theresa Yao                        |
| Elizabeth Mitchell | Rev. Dr. Annushka "Anna" Volovodov |
| David Strathairn   |                                    |

### Přehled
| Role                  | Herec               | Obsazení        | Obsazení        | Obsazení        | Obsazení        | Obsazení        | Obsazení        |
| Role                  | Herec               | 1. řada         | 2. řada         | 3. řada         | 4. řada         | 5. řada         | 6. řada         |
| --------------------- | ------------------- | --------------- | --------------- | --------------- | --------------- | --------------- | --------------- |
| Joe Miller            | Thomas Jane         | hlavní          | hlavní          | zvláštní        | zvláštní        | Does not appear | Does not appear |
| James Holden          | Steven Strait       | hlavní          | hlavní          | hlavní          | hlavní          | hlavní          | hlavní          |
| Alex Kamal            | Cas Anvar           | hlavní          | hlavní          | hlavní          | hlavní          | hlavní          | Does not appear |
| Naomi Nagataová       | Dominique Tipperová | hlavní          | hlavní          | hlavní          | hlavní          | hlavní          | hlavní          |
| Amos Burton           | Wes Chatham         | hlavní          | hlavní          | hlavní          | hlavní          | hlavní          | hlavní          |
| Shed Garvey           | Paulo Costanzo      | hlavní          | Does not appear | Does not appear | Does not appear | Does not appear | Does not appear |
| Juliette Maová        | Florence Faivreová  | hlavní          | hlavní          | zvláštní        | Does not appear | Does not appear | Does not appear |
| Sadavir Errinwright   | Shawn Doyle         | hlavní          | hlavní          | hlavní          | Does not appear | Does not appear | Does not appear |
| Chrisjen Avasaralaová | Shohreh Aghdashloo  | hlavní          | hlavní          | hlavní          | hlavní          | hlavní          | hlavní          |
| Bobbie Draper         | Frankie Adams       | Does not appear | hlavní          | hlavní          | hlavní          | hlavní          | hlavní          |
| Camina Drummerová     | Cara Gee            | Does not appear | vedlejší        | vedlejší        | hlavní          | hlavní          | hlavní          |
| Marco Inaros          | Keon Alexander      | Does not appear | Does not appear | Does not appear | vedlejší        | hlavní          | hlavní          |
| Filip Inaros          | Jasai Chase-Owens   | Does not appear | Does not appear | Does not appear | hostující       | hlavní          | hlavní          |
| Clarissa Maová        | Nadine Nicoleová    | Does not appear | Does not appear | vedlejší        | hostující       | hlavní          | hlavní          |

## Vysílání
| Řada | Díly | Premiéra v USA     | Premiéra v USA  |
| Řada | Díly | První díl          | Poslední díl    |
| ---- | ---- | ------------------ | --------------- |
| 1    | 10   | 23. listopadu 2015 | 2. února 2016   |
| 2    | 13   | 1. února 2017      | 19. dubna 2017  |
| 3    | 13   | 11. dubna 2018     | 27. června 2018 |

| Řada | Díly | Premiéra na Prime Videu | Premiéra na Prime Videu |
| ---- | ---- | ----------------------- | ----------------------- |
| 4    | 10   | 13. prosince 2019       | 13. prosince 2019       |
| 5    | 10   | 15. prosince 2020       | 2. února 2021           |
| 6    | 6    | 10. prosince 2021       | 14. ledna 2022          |